# Ultamatix
Ultamatix è uno strumento che automatizza l'aggiunta di applicazioni, codec, e caratteri non forniti direttamente dal software repository di Debian, e dalle distribuzioni basate su di essa come Ubuntu.

## Storia
Dal momento che lo sviluppo di Automatix è terminato, Ultamatix è stato sviluppato, sulla base di Automatix, a fornire agli utenti un modo semplice per installare il software sui loro sistemi Debian e Debian-like (ad esempio Ubuntu).

## Software Supportato
Ultamatix, attualmente, permette la facile installazione di 101 diversi programmi/funzioni, tra cui programmi come il plugin Flash, l'Adobe Reader, i codec multimediali (tra cui MP3, Windows Media Audio e video-DVD), i fonts, software di programmazione (compilatori) e giochi.